# Интеграф

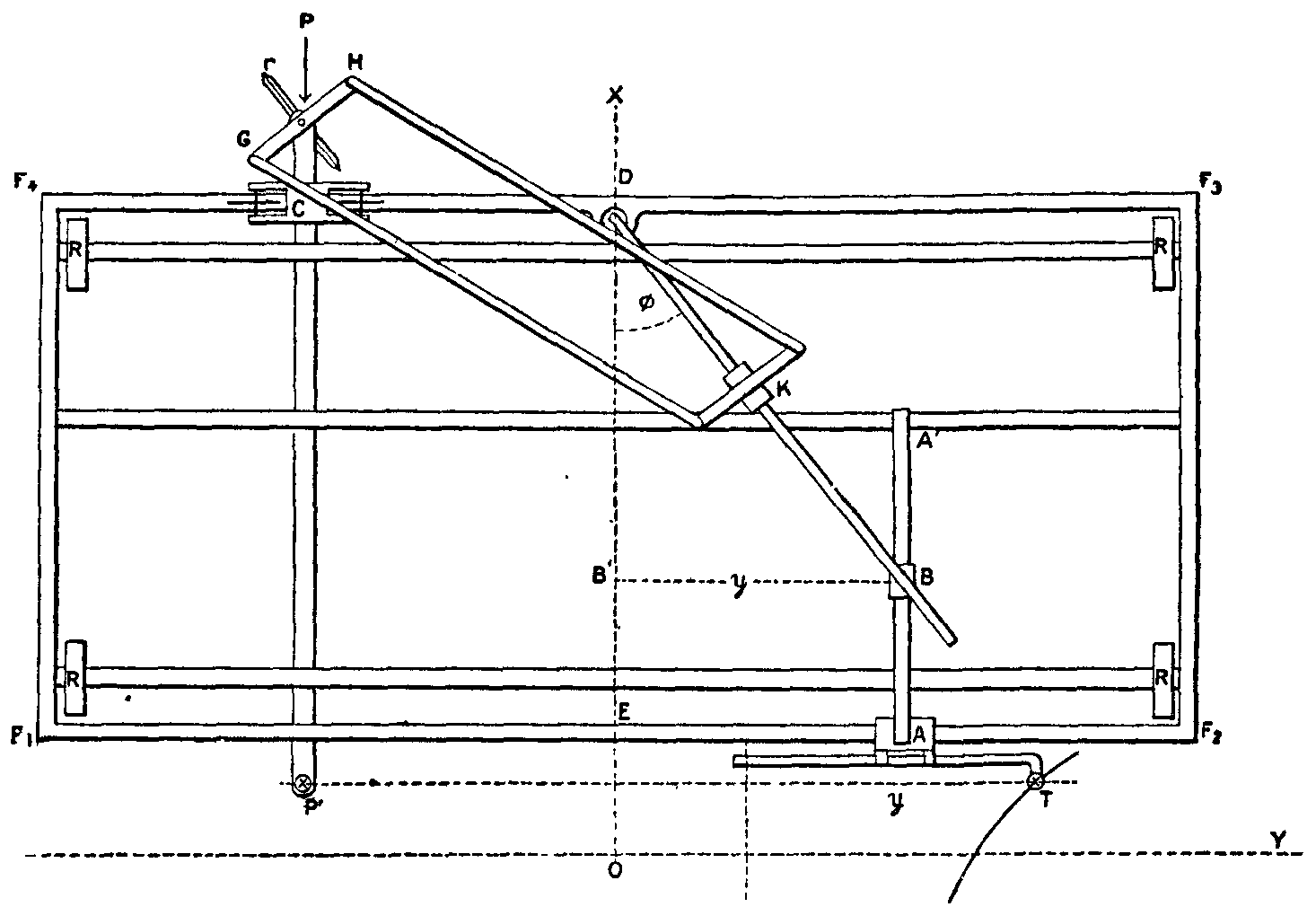
Интеграф Коради, 1911 год

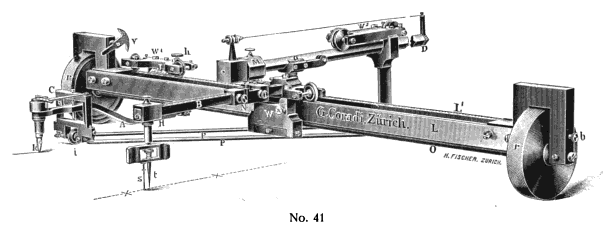
Интеграф Бруно Абакановича, 1915 год

Интеграф — прибор, используемый в математике для построения и автоматического вычерчивания интегральной кривой по заданному дифференциальному уравнению и представляющее результат интегрирования в форме графика.
Был изобретен в 1880 независимо друг от друга английским физиком сэром Чарльзом Верноном и Бруно Абакановичем, польско-литовским математиком (Российская империя).
Существует несколько систем таких приборов; наиболее совершенная изобретена Б. Абакановичем. Его интеграф состоит из нескольких линеек, соединенных между собой шарнирами и двигающихся на металлической раме, которая катится по бумаге на четырех цилиндрических колесах. К рычагам приделаны два штифта: один водится по начерченной на бумаге кривой (построенной по точкам), выражаемой вообще уравнением {\displaystyle y=f(x)}. Другой штифт, снабженный карандашом, вычерчивает интеграл этой функции, так что ординаты кривой, полученной интеграфом, дают величины {\displaystyle \int f(x)\,dx}.
Хотя при помощи интеграфа нельзя получить точного значения интеграла данной функции, но он во многих случаях дает возможность быстро решать практические задачи.